# ليليامنيس روسابال
ليليامنيس روسابال مواليد 3 يوليو 1999، هي لاعبة كرة يد كوبية تلعب كظهير أيمن. مثلت منتخب كوبا لكرة اليد للسيدات.

## سجل المنافسة
شاركت في البطولات التالية:
- بطولة العالم لكرة اليد للسيدات 2015